# Roger Zäch
Roger Zäch (* 22. Mai 1939 in St. Gallen) ist ein Schweizer Rechtswissenschaftler.

## Leben
Ab 1959 studierte er Rechte an der Universität Genf und erlangte 1963 einen Abschluss als Lizenziat des Rechts (lic. iur.). Von 1965 bis 1972 war er als Assistent an der Hochschule St. Gallen und der Universität Bern tätig. 1970 wurde er in Genf bei Robert Patry zum Dr. iur. promoviert. Nach einem Studienaufenthalt 1972 am Law Center der Georgetown University war er von 1973 bis 1976 wissenschaftlicher Mitarbeiter am Institut für Europarecht der Hochschule St. Gallen. Dort habilitierte er sich 1976 bei Arnold Koller für schweizerisches und europäisches Privat- und Wirtschaftsrecht. Im Anschluss lehrte er als außerordentlicher, ab 1979 als ordentlicher Professor an der Hochschule St. Gallen, wo er den Lehrstuhl für Privat- und Wirtschaftsrecht innehatte. Zudem war er dort von 1980 bis 1984 Dekan der juristischen Abteilung. Von 1989 bis 2006 lehrte er als Ordinarius für Privat-, Wirtschafts- und Europarecht an der Universität Zürich. 1984/1985 sowie 1993/1994 hielt er sich als Visiting scholar an der New York University School of Law auf.
Zäch war ab 1986 Mitglied der Schweizerischen Kartellkommission und von 1996 bis 2007 Vizepräsident der Schweizerischen Wettbewerbskommission.

## Schriften (Auswahl)
- Vertraglicher Ausschluss der Kündbarkeit bei den Personengesellschaften. Bern 1970, OCLC 610759020.
- Die Rückabwicklung verbotener Kartelleistungen. Dargestellt am Kartellrecht der Europäischen Gemeinschaften. Bern 1977, ISBN 3-7272-0711-6.
- Wettbewerbsrecht der Europäischen Union. Praxis von Kommission und Gerichtshof. Bern 1994, ISBN 3-406-38156-1.
- Schweizerisches Kartellrecht. Bern 2005, ISBN 3-7272-0787-6.